# Rodez
Rodez er en mindre fransk provinsby. Den er hovedsæde i departementet Aveyron.